# Дороженька (поэма Солженицына)
«Доро́женька» — поэма (повесть в стихах) А. И. Солженицына, написанная им в 1947—1952 годах во время пребывания в тюрьме и лагере. Поэма имеет автобиографический характер и охватывает период с 1930-х годов (студенческие годы автора) по 1945 (война и арест автора).
Впервые опубликована в 1999 году издательством «Наш дом — L’Age d’Homme« в сборнике «Протеревши глаза» вместе с другими произведениями, написанными в тот же период и ранее не опубликованными:

Здесь помещены мои произведения тюремно-лагерно-ссыльных лет. Они были моим дыханием и жизнью тогда. Помогли мне выстоять. Они тихо, неназойливо пролежали 45 лет. Теперь, когда мне за 80, я счёл, что время их и напечатать.

В отдельном издании поэмы 2004 года (издательство «Вагриус») из военных глав было изъято семь наиболее «крамольных» фрагментов общим объемом в 77 строк. Эти фрагмены были восстановлены в 2016 г. в посмертном издании поэмы в 18-м томе 30-томного собрания сочинений.

## История создания
Начата в 1947 на шарашке Марфино, закончена в 1952 в Экибастузском лагере. Вся сочинена устно, в памяти, на бумаге никогда не записывались отрывки длиннее строк 20—30 и после заучивания тотчас сжигались. Весь текст автор впервые записал осенью 1953 в ссылке (Кок-Терек) и закопал в земле перед отъездом в раковую клинику. Эта запись сожжена автором в сентябре 1965, после захвата КГБ другой части архива. Однако уже хранилась у друзей машинописная перепечатка «Дороженьки», она и сохранилась единственная. (Существовал и второй экземпляр перепечатки, но сожжён хранителем в октябре 1964, при падении Хрущёва).

## Прусские ночи
Одна из глав «Дороженьки» — «Прусские ночи» — была издана как отдельная поэма издательством ИМКА-Пресс в Париже на русском языке в 1974 году, в СССР нелегально распространялась в самиздате. Во второй половине 1970-х была переведена и издана также на английском и немецком языках.
В декабре 1969 года отрывки из главы «Прусские ночи» без согласия и ведома автора были опубликованы немецкой газетой «Die Zeit».
В этой главе описываются события конца Великой Отечественной войны, когда советская армия уже вступила на территорию Германии, в которых участвовал и сам автор — в частности, самовольные проявления агрессии и насилия по отношению к гражданскому населению. При этом возникают параллели с событиями Первой мировой войны, происходившими в тех же местах (Восточная Пруссия) — позднее этот материал использован автором в романе-эпопее «Красное колесо». «Прусские ночи» завершаются словами, выражающими в поэтической форме мысль, позже высказанную автором в «Архипелаге ГУЛАГ» и публицистике:

Между армиями, партиями, сектами проводят

Ту черту, что доброе от злого отличает дело,

А она — она по сердцу каждому проходит,

Линия раздела.